# Damón és Phütiasz
Görög filozófusok. Történetüket többen megírták már a Krisztus előtti 4. században, többek között Arisztoxenosz, Cicero és Diodorus Siculus. Történetüket, mely az évszázadok alatt az igaz barátság szimbólumává vált.

## Damón és Phütiasz legendája
Damón és Phütiasz a filozófus Püthagorasz követői voltak. Egyik szirakuzai utazásuk során Phütiaszt a szirakuzai türannosz I. Dionüsziosz elleni összeesküvéssel vádolták meg. Phütiaszt halálra ítélték. 
Phütiasz arra kérte Dionüszioszt, hogy engedje meg, hogy haza hajózzon, és elrendezze a dolgait. Dionüsziosz természetesen elutasította kérését, arra gondolva, hogy Phütiasz nem fog visszatérni, az egész csak kísérlet a felelősség és a büntetés alól való kibújásra. Ekkor Phütiasz megkérte Damónt legyen addig amíg visszatér, rab helyette.
Dionüsziosz beleegyezett, azzal a feltétellel, hogy az adott napon a kivégzés meg fog történni. Ha visszaérkezik időben, akkor kivégzik Phütiaszt, ha nem érkezik meg, akkor helyette kivégzik Damónt. Dionüsziosz meg volt győződve arról, hogy Phütiasz elmenekül és sohase tér vissza. Látszólag így is történt, Phütiasz a kijelölt napig nem érkezett vissza. Dionüsziosz elrendelte Damón kivégzését. Az előkészületek elvégzése után, már éppen elkezdődött volna a kivégzés, amikor megérkezett Phütiasz. Phütiasz elmondta, hogy azért késett, mert a visszafele úton kalózok támadták meg. Phütiasz a nagy nehézségek ellenére is azon volt, hogy időben visszaérjen és ne barátjának kelljen meghalnia miatta.
Dionüszioszt annyira meghatotta az igaz barátság e megnyilvánulása, hogy megbocsátott Phütiasznak, és mindkettőjüket szabadon engedte.

## Külső hivatkozások
- A történet az ancienthistory.com Archiválva 2012. április 2-i dátummal a Wayback Machine-ben-on.
- A történetből 1962-ben mozifilm készült.